# Spragueanella rhamnifolia
Spragueanella rhamnifolia är en tvåhjärtbladig växtart som först beskrevs av Adolf Engler, och fick sitt nu gällande namn av Simone Balle. Spragueanella rhamnifolia ingår i släktet Spragueanella och familjen Loranthaceae. Inga underarter finns listade i Catalogue of Life.